# Duach I Finn
Duach I Finn lub Dui I Finn – legendarny zwierzchni król Irlandii z dynastii Milezjan (linia Emera) w latach 477-469 p.n.e. Syn Sedny II Innaraigha, zwierzchniego króla Irlandii.
Według średniowiecznej irlandzkiej legendy i historycznej tradycji, objął utraconą zwierzchnią władzę w wyniku zabójstwa arcykróla Simon Breaca. Bowiem ten po pokonaniu jego ojca, zajął tron oraz skazał go na śmierć przez rozerwanie dzikimi końmi. Są rozbieżności, co do czasu jego rządów. Duach, po ośmiu lub dziesięciu latach rządów, został pokonany i zabity przez swego następcę,  Muiredacha Bolgracha, syna Simona Breaca, w bitwie pod Magh. Przydomek Duacha posiada wiele znaczeń, np. „Piękny”, „Sprawiedliwy”, „Jasnowłosy” lub „Biały”. Pozostawił on po sobie syna Ennę Derga, przyszłego mściciela ojca oraz zwierzchniego króla Irlandii.